# ترکیب تیم‌های جام ملت‌های اروپا ۱۹۶۸
جام ملت‌های اروپا ۱۹۶۸ سومین دوره مسابقات جام ملت‌های اروپا است که در سه شهر ایتالیا یعنی رم، ناپل و فلورانس برگزار شد. این بازی‌ها از روز ۵ ژوئن تا ۱۰ ژوئن برگزار شد. تمامی بازیکنان در هر تیم در باشگاهی از همان کشور بازی می‌کردند.

## انگلستان
سرمربی: آلف رمزی
| شماره | جایگاه    | بازیکن                     | تاریخ تولد/سن            | بازی‌های ملی | باشگاه                       |
| ----- | --------- | -------------------------- | ------------------------ | ----------- | ---------------------------- |
| 1     | دروازه‌بان | گوردون بنکس                | ۳۰ دسامبر ۱۹۳۷ (۳۰ سال)  | 43          | باشگاه فوتبال استوک سیتی     |
| 2     | مدافع     | کیت نیوتون                 | ۲۳ ژوئن ۱۹۴۱ (۲۶ سال)    | 9           | باشگاه فوتبال بلکبرن روورز   |
| 3     | مدافع     | ری ویلسون                  | ۱۷ دسامبر ۱۹۳۴ (۳۳ سال)  | 61          | باشگاه فوتبال اورتون         |
| 4     | هافبک     | آلن مولری                  | ۲۳ نوامبر ۱۹۴۱ (۲۶ سال)  | 10          | باشگاه فوتبال تاتنهام هاتسپر |
| 5     | مدافع     | براین لابون                | ۲۳ ژانویه ۱۹۴۰ (۲۸ سال)  | 9           | باشگاه فوتبال اورتون         |
| 6     | مدافع     | بابی مور(کاپیتان (فوتبال)) | ۱۲ آوریل ۱۹۴۱ (۲۷ سال)   | 61          | باشگاه فوتبال وستهام یونایتد |
| 7     | هافبک     | آلن جیمز بال               | ۱۲ مه ۱۹۴۵ (۲۳ سال)      | 26          | باشگاه فوتبال اورتون         |
| 8     | مهاجم     | راجر هانت                  | ۲۰ ژوئیه ۱۹۳۸ (۲۹ سال)   | 30          | باشگاه فوتبال لیورپول        |
| 9     | هافبک     | بابی چارلتون               | ۱۱ اکتبر ۱۹۳۷ (۳۰ سال)   | 85          | باشگاه فوتبال منچستر یونایتد |
| 10    | مهاجم     | جف هرست                    | ۸ دسامبر ۱۹۴۱ (۲۶ سال)   | 20          | باشگاه فوتبال وستهام یونایتد |
| 11    | هافبک     | مارتین پیترز               | ۸ نوامبر ۱۹۴۳ (۲۴ سال)   | 19          | باشگاه فوتبال وستهام یونایتد |
| 12    | دروازه‌بان | الکس استپنی                | ۱۸ سپتامبر ۱۹۴۲ (۲۵ سال) | 1           | باشگاه فوتبال منچستر یونایتد |
| 13    | دروازه‌بان | گوردن وست                  | ۲۴ آوریل ۱۹۴۳ (۲۵ سال)   | 0           | باشگاه فوتبال اورتون         |
| 14    | مدافع     | سیرل نوولس                 | ۱۳ ژوئیه ۱۹۴۴ (۲۳ سال)   | 4           | باشگاه فوتبال تاتنهام هاتسپر |
| 15    | مدافع     | جک چارلتون                 | ۸ مه ۱۹۳۵ (۳۳ سال)       | 28          | باشگاه فوتبال لیدز یونایتد   |
| 16    | مدافع     | تامی رایت                  | ۲۱ اکتبر ۱۹۴۴ (۲۳ سال)   | 0           | باشگاه فوتبال اورتون         |
| 17    | هافبک     | نوبی استایلز               | ۱۸ مه ۱۹۴۲ (۲۶ سال)      | 24          | باشگاه فوتبال منچستر یونایتد |
| 18    | مهاجم     | مایک سامربی                | ۱۵ دسامبر ۱۹۴۲ (۲۵ سال)  | 3           | باشگاه فوتبال منچستر سیتی    |
| 19    | مدافع     | نورمن هانتر                | ۲۹ اکتبر ۱۹۴۳ (۲۴ سال)   | 8           | باشگاه فوتبال لیدز یونایتد   |
| 20    | هافبک     | کالین بل                   | ۲۶ فوریه ۱۹۴۶ (۲۲ سال)   | 2           | باشگاه فوتبال منچستر سیتی    |
| 21    | مهاجم     | جیمی گریوس                 | ۲۰ فوریه ۱۹۴۰ (۲۸ سال)   | 57          | باشگاه فوتبال تاتنهام هاتسپر |
| 22    | هافبک     | پیتر تامپسون               | ۲۷ نوامبر ۱۹۴۲ (۲۵ سال)  | 14          | باشگاه فوتبال لیورپول        |

## ایتالیا
سرمربی: فروتچو والکارجی
| شماره | جایگاه    | بازیکن                          | تاریخ تولد/سن           | بازی‌های ملی | باشگاه                    |
| ----- | --------- | ------------------------------- | ----------------------- | ----------- | ------------------------- |
| 1     | دروازه‌بان | انریکو آلبرتوسی                 | ۲ نوامبر ۱۹۳۹ (۲۸ سال)  | 18          | باشگاه فوتبال فیورنتینا   |
| 2     | مهاجم     | پیترو آناستاسی                  | ۷ آوریل ۱۹۴۸ (۲۰ سال)   | 0           | باشگاه فوتبال وارزه       |
| 3     | مدافع     | آنجلو آنکویلتی                  | ۲۵ آوریل ۱۹۴۳ (۲۵ سال)  | 0           | باشگاه فوتبال آ.ث. میلان  |
| 4     | مدافع     | جانکارلو برچلینو                | ۹ اکتبر ۱۹۴۱ (۲۶ سال)   | 5           | باشگاه فوتبال یوونتوس     |
| 5     | مدافع     | تارچسیو بورنییک                 | ۲۵ آوریل ۱۹۳۹ (۲۹ سال)  | 21          | باشگاه فوتبال اینتر میلان |
| 6     | مهاجم     | جاکومو بولگارلی                 | ۲۴ اکتبر ۱۹۴۰ (۲۷ سال)  | 29          | باشگاه فوتبال بولونیا     |
| 7     | مدافع     | ارنستو کاستانو                  | ۲ مه ۱۹۳۹ (۲۹ سال)      | 2           | باشگاه فوتبال یوونتوس     |
| 8     | هافبک     | جانکارلو د سیستی                | ۱۳ مارس ۱۹۴۳ (۲۵ سال)   | 2           | باشگاه فوتبال فیورنتینا   |
| 9     | مهاجم     | آنجلو دومنگینی                  | ۲۵ اوت ۱۹۴۱ (۲۶ سال)    | 12          | باشگاه فوتبال اینتر میلان |
| 10    | مدافع     | جاچینتو فاکتی(کاپیتان (فوتبال)) | ۱۸ ژوئیه ۱۹۴۲ (۲۵ سال)  | 34          | باشگاه فوتبال اینتر میلان |
| 11    | هافبک     | جورجو فرینی                     | ۱۸ اوت ۱۹۳۹ (۲۸ سال)    | 5           | باشگاه فوتبال تورینو      |
| 12    | هافبک     | آریستیده گوارنری                | ۷ مارس ۱۹۳۸ (۳۰ سال)    | 19          | باشگاه فوتبال بولونیا     |
| 13    | هافبک     | آنتونیو جولیانو                 | ۱ ژانویه ۱۹۴۳ (۲۵ سال)  | 10          | باشگاه فوتبال ناپولی      |
| 14    | هافبک     | جووانی لودتی                    | ۱۰ اوت ۱۹۴۲ (۲۵ سال)    | 16          | باشگاه فوتبال آ.ث. میلان  |
| 15    | مهاجم     | ساندرو مازولا                   | ۸ نوامبر ۱۹۴۲ (۲۵ سال)  | 29          | باشگاه فوتبال اینتر میلان |
| 16    | مهاجم     | پیرینو پراتی                    | ۱۳ دسامبر ۱۹۴۶ (۲۱ سال) | 2           | باشگاه فوتبال آ.ث. میلان  |
| 17    | مهاجم     | لوئیجی ریوا                     | ۷ نوامبر ۱۹۴۴ (۲۳ سال)  | 6           | باشگاه فوتبال کالیاری     |
| 18    | هافبک     | جانی ریورا                      | ۱۸ اوت ۱۹۴۳ (۲۴ سال)    | 31          | باشگاه فوتبال آ.ث. میلان  |
| 19    | مدافع     | روبرتو روساتو                   | ۱۸ اوت ۱۹۴۳ (۲۴ سال)    | 15          | باشگاه فوتبال آ.ث. میلان  |
| 20    | مدافع     | ساندرو سالوادور                 | ۲۹ نوامبر ۱۹۳۹ (۲۸ سال) | 29          | باشگاه فوتبال یوونتوس     |
| 21    | دروازه‌بان | لیدو ویری                       | ۱۶ ژوئیه ۱۹۳۹ (۲۸ سال)  | 4           | باشگاه فوتبال تورینو      |
| 22    | دروازه‌بان | دینو زوف                        | ۲۸ فوریه ۱۹۴۲ (۲۶ سال)  | 1           | باشگاه فوتبال ناپولی      |

## شوروی
سرمربی: Mikhail Yakushin
| شماره | جایگاه    | بازیکن                           | تاریخ تولد/سن            | بازی‌های ملی | باشگاه                      |
| ----- | --------- | -------------------------------- | ------------------------ | ----------- | --------------------------- |
| 1     | دروازه‌بان | Yuri Pshenichnikov               | ۲ ژوئن ۱۹۴۰ (۲۸ سال)     | 15          | باشگاه فوتبال زسکا مسکو     |
| 2     | هافبک     | Viktor Anichkin                  | ۸ دسامبر ۱۹۴۱ (۲۶ سال)   | 20          | باشگاه فوتبال دینامو مسکو   |
| 3     | مدافع     | Valentin Afonin                  | ۲۲ دسامبر ۱۹۳۹ (۲۸ سال)  | 32          | باشگاه فوتبال زسکا مسکو     |
| 4     | مهاجم     | آناتولی بانیشفسکی                | ۲۳ فوریه ۱۹۴۶ (۲۲ سال)   | 38          | باشگاه فوتبال نفتچی باکو    |
| 5     | مهاجم     | آناتولی بیشووتس                  | ۲۳ آوریل ۱۹۴۶ (۲۲ سال)   | 16          | باشگاه فوتبال دینامو کی‌یف   |
| 6     | هافبک     | والری ورونین                     | ۱۷ ژوئیه ۱۹۳۹ (۲۸ سال)   | 66          | باشگاه فوتبال تورپدو مسکو   |
| 7     | مهاجم     | گنادی یوریوژیخین                 | ۴ ژوئیه ۱۹۴۴ (۲۳ سال)    | 7           | باشگاه فوتبال دینامو مسکو   |
| 8     | مدافع     | یوری ایستومین                    | ۳ ژوئیه ۱۹۴۴ (۲۳ سال)    | 9           | باشگاه فوتبال زسکا مسکو     |
| 9     | دروازه‌بان | Anzor Kavazashvili               | ۱۹ ژوئیه ۱۹۴۰ (۲۷ سال)   | 20          | باشگاه فوتبال تورپدو مسکو   |
| 10    | مدافع     | وولودیمیر کاپلیچنی               | ۲۶ مه ۱۹۴۴ (۲۴ سال)      | 7           | باشگاه فوتبال زسکا مسکو     |
| 11    | مهاجم     | Eduard Malofeyev                 | ۲ ژوئن ۱۹۴۲ (۲۶ سال)     | 38          | باشگاه فوتبال دینامو مینسک  |
| 12    | هافبک     | Vladimir Muntyan                 | ۱۴ سپتامبر ۱۹۴۶ (۲۱ سال) | 0           | باشگاه فوتبال دینامو کی‌یف   |
| 13    | مهاجم     | Givi Nodia                       | ۲ ژانویه ۱۹۴۸ (۲۰ سال)   | 2           | باشگاه فوتبال دینامو تفلیس  |
| 14    | دروازه‌بان | یوگنی روداکوف                    | ۲ ژانویه ۱۹۴۲ (۲۶ سال)   | 1           | باشگاه فوتبال دینامو کی‌یف   |
| 15    | مدافع     | Vladimir Levchenko               | ۱۸ فوریه ۱۹۴۴ (۲۴ سال)   | 2           | باشگاه فوتبال دینامو کی‌یف   |
| 16    | هافبک     | مورتاز خورتسیلاوا                | ۵ ژانویه ۱۹۴۳ (۲۵ سال)   | 30          | باشگاه فوتبال دینامو تفلیس  |
| 17    | هافبک     | ایگور چیلنسکو                    | ۴ ژانویه ۱۹۳۹ (۲۹ سال)   | 53          | باشگاه فوتبال دینامو مسکو   |
| 18    | مدافع     | آلبرت شسترنیوف(کاپیتان (فوتبال)) | ۲۰ ژوئن ۱۹۴۱ (۲۶ سال)    | 59          | باشگاه فوتبال زسکا مسکو     |
| 19    | هافبک     | Aleksandr Lenev                  | ۲۵ سپتامبر ۱۹۴۴ (۲۳ سال) | 6           | باشگاه فوتبال تورپدو مسکو   |
| 20    | هافبک     | Kakhi Asatiani                   | ۱ ژانویه ۱۹۴۷ (۲۱ سال)   | 2           | باشگاه فوتبال دینامو تفلیس  |
| 21    | مدافع     | Gennady Logofet                  | ۱۵ فوریه ۱۹۴۲ (۲۶ سال)   | 9           | باشگاه فوتبال اسپارتاک مسکو |
| 22    | مهاجم     | Nikolai Smolnikov                | ۱۰ مارس ۱۹۴۹ (۱۹ سال)    | 3           | باشگاه فوتبال نفتچی باکو    |

## یوگوسلاوی
سرمربی: رایکو میتیچ
| شماره | جایگاه    | بازیکن                            | تاریخ تولد/سن            | بازی‌های ملی | باشگاه                          |
| ----- | --------- | --------------------------------- | ------------------------ | ----------- | ------------------------------- |
| 1     | دروازه‌بان | Ilija Pantelić                    | ۲ اوت ۱۹۴۲ (۲۵ سال)      | 15          | باشگاه فوتبال وویوودینا         |
| 2     | مدافع     | Mirsad Fazlagić(کاپیتان (فوتبال)) | ۴ آوریل ۱۹۴۳ (۲۵ سال)    | 16          | باشگاه فوتبال سارایوو           |
| 3     | مدافع     | Milan Damjanović                  | ۱۵ اکتبر ۱۹۴۳ (۲۴ سال)   | 3           | باشگاه فوتبال پارتیزان          |
| 4     | هافبک     | Borivoje Đorđević                 | ۲ اوت ۱۹۴۸ (۱۹ سال)      | 3           | باشگاه فوتبال پارتیزان          |
| 5     | مدافع     | Blagoje Paunović                  | ۴ ژوئن ۱۹۴۷ (۲۱ سال)     | 3           | باشگاه فوتبال پارتیزان          |
| 6     | مدافع     | Dragan Holcer                     | ۱۹ ژانویه ۱۹۴۵ (۲۳ سال)  | 13          | باشگاه فوتبال هایدوک اسپلیت     |
| 7     | هافبک     | ایلیا پتکویچ                      | ۲۲ سپتامبر ۱۹۴۵ (۲۲ سال) | 1           | OFK Belgrade                    |
| 8     | هافبک     | ایویتسا اوسیم                     | ۶ مه ۱۹۴۱ (۲۷ سال)       | 12          | باشگاه فوتبال ژلیزنیچار سارایوو |
| 9     | مهاجم     | Vahidin Musemić                   | ۲۹ اکتبر ۱۹۴۶ (۲۱ سال)   | 3           | باشگاه فوتبال سارایوو           |
| 10    | هافبک     | Rudolf Belin                      | ۴ نوامبر ۱۹۴۲ (۲۵ سال)   | 20          | باشگاه فوتبال دینامو زاگرب      |
| 11    | مهاجم     | دراگان دزاجیچ                     | ۳۰ مه ۱۹۴۶ (۲۲ سال)      | 25          | باشگاه فوتبال ستاره سرخ بلگراد  |
| 12    | دروازه‌بان | Radomir Vukčević                  | ۱۵ سپتامبر ۱۹۴۴ (۲۳ سال) | 2           | باشگاه فوتبال هایدوک اسپلیت     |
| 13    | دروازه‌بان | Ratomir Dujković                  | ۲۴ فوریه ۱۹۴۶ (۲۲ سال)   | 0           | باشگاه فوتبال ستاره سرخ بلگراد  |
| 14    | مدافع     | Rajko Aleksić                     | ۱۹ فوریه ۱۹۴۷ (۲۱ سال)   | 0           | باشگاه فوتبال وویوودینا         |
| 15    | هافبک     | Miroslav Pavlović                 | ۲۳ اکتبر ۱۹۴۲ (۲۵ سال)   | 0           | باشگاه فوتبال ستاره سرخ بلگراد  |
| 16    | هافبک     | Jovan Aćimović                    | ۲۱ ژوئن ۱۹۴۸ (۱۹ سال)    | 0           | باشگاه فوتبال ستاره سرخ بلگراد  |
| 17    | مدافع     | ملادن راملیاک                     | ۱ ژوئیه ۱۹۴۵ (۲۲ سال)    | 5           | باشگاه فوتبال دینامو زاگرب      |
| 18    | مدافع     | Ljubomir Mihajlović               | ۴ سپتامبر ۱۹۴۳ (۲۴ سال)  | 6           | باشگاه فوتبال پارتیزان          |
| 19    | هافبک     | Ivica Brzić                       | ۲۸ مه ۱۹۴۱ (۲۷ سال)      | 0           | باشگاه فوتبال وویوودینا         |
| 20    | مهاجم     | Boško Antić                       | ۷ ژانویه ۱۹۴۴ (۲۴ سال)   | 0           | باشگاه فوتبال سارایوو           |
| 21    | هافبک     | Dobrivoje Trivić                  | ۲۶ اکتبر ۱۹۴۳ (۲۴ سال)   | 5           | باشگاه فوتبال وویوودینا         |
| 22    | مهاجم     | Idriz Hošić                       | ۱۷ فوریه ۱۹۴۴ (۲۴ سال)   | 1           | باشگاه فوتبال پارتیزان          |